# The Ne'er Do Well
Pour plus de détails, voir Fiche technique et Distribution.
The Ne'er Do Well est un film muet américain réalisé par Colin Campbell et sorti en 1916.

## Fiche technique
- Réalisation : Colin Campbell
- Scénario : Lanier Bartlett, d'après le roman de Rex Beach
- Photographie : Harry W. Gerstad
- Assistance-réalisation : Alfred E. Green
- Direction technique : Gabriel Pollock
- Production : William Nicholas Selig
- Durée : 100 minutes
- Date de sortie : États-Unis : 20 mars 1916

## Distribution
- Wheeler Oakman : Kirk Anthony
- Kathlyn Williams : Mrs Edith Cortlandt
- Harry Lonsdale : Stephen Cortlandt
- Frank Clark : Darwin K. Anthony
- Norma Nichols : Chiquita Garavel
- Will Machin : Weller, alias Locke
- Jack McDonald : Allan Allan
- Sidney Smith : Ramon Alfarez
- Fred Huntley : Andres Garavel
- Lamar Johnstone : Runnels
- Harry De Vere : le détective Williams